# パレスチナ人の一覧
パレスチナ人の一覧（パレスチナじんのいちらん）
この記事は主に現在のパレスチナ人の一覧である。在外者や、近代以前のパレスチナ出身者も含む。
- ヤーセル・アラファート（アブー＝アンマール）
- マフムード・アッバース（アブー＝マーゼン）
- アフマド・クレイ（アブー＝アーラー）
- エドワード・サイード
- ワリド・シューバット
- ジョージ・ハバシュ
- ハーッジ・アミーン・フサイニー
- ファウズィー・ダルウィーシュ・フサイニー
- アフマド・ヤースィーン
- アブドゥルアズィーズ・アッ＝ランティースィー
- イスマーイール・ハニーヤ
- サラーム・ファイヤード
- ラージー・アッ＝スーラーニー
- カリーマ・アッブード
- ニーバル・サワブテア
- アヘド・タミミ
- レファアト・アラリール
- ムスアブ・アブートーハ
- イスマイール・アル＝アムール
- リファアト・アルアリイール
- マルワーン・イーサー
- MCアブドゥル
- ラマダン・シャラハ
- アブ・ジュリア
- ムハンマド・デイフ
- ガッサーン・カナファーニー
- ライラ・カリド
- ハーリド・マシャアル
- 重信メイ
- ニザール・ラヤーン
- ファヘド・アタル
- アブ・ニダル
- アブドゥッラー・アッザーム
- アフマド・サアダート
- エミリー・ジャーシル
- ヤクーブ・シャヒーン
- ムハンマド・シュタイエ
- ヤヒヤ・シンワル
- アフマド・ティビ
- ファドゥワ・トゥカーン
- イラン・ハレヴィ
- エリアス・サンバー
- ラーミー・ハムダッラー
- ワイアット・アル・フセッシーニ
- アブ・ムハンマド・マクディーシ
- ハーリド・マシャアル
- シーリーン・アブーアークレ
- マルワーン・イーサー
- エミール・ハビービー
- アズミー・ビシャーラ
- ハニーン・ゾービ
- アフマド・ティビ
- ムハンマド・バラカ
- アターッラー・マンスール
- マフムード・ダルウィーシュ
- アダニーヤ・シブリー
- ベラ・ハディッド
- ムハンマド・シンワル
- リマ・ハッサン
- ハリル・アルハヤ
- バセル・アドラ
- シャディア・マンスール
- Da Arabian Mc's
- ベラル・ムハマッド